# Liste des cours d'eau du Mato Grosso do Sul
 (mars 2025).
Liste des principaux cours d'eau de l'État du Mato Grosso do Sul, au Brésil.

## Rio
- Rio Abobral
- Rio Amanguijá
- Rio Anhanduí-Guaçu
- Rio Apa
- Rio Aporé
- Rio Aquidauana
- Rio Branco
- Rio Caracol
- Rio Combate
- Rio Correntes
- Rio Guaçu
- Rio Iguatemi
- Rio Maracaí
- Rio Miranda
- Rio Negro
- Rio Novo
- Rio Pântano
- Rio Paraguai
- Rio Paraná
- Rio Paranaíba
- Rio Pardo
- Ribeirão Pau Vermelho
- Rio do Peixe
- Rio Perdido
- Rio Pirajuí
- Rio Piripucu
- Rio Quitéro
- Rio São Lourenço
- Rio Sucuriu
- Rio Taquari
- Rio Taquiri
- Rio Tarunã
- Rio Tererê
- Rio Verde

## Arroio
- Arroio do Ouro

## Córrego
- Córrego Alegre
- Córrego Estrelinha
- Córrego Fundo
- Córrego das Furnas
- Córrego Ita
- Córrego Itaquiraí
- Córrego da Moeda
- Córrego Progresso
- Córrego Santo Ilíada
- Córrego Tuma

## Ribeirão
- Ribeirão Dois Córregos
- Ribeirão Lontra
- Ribeirão do Palmito
- Ribeirão São Mateus